# Beris
Genre
Beris est un genre d'insectes diptères brachycères de la famille des Stratiomyidae (mouches).

## Espèces rencontrées en Europe
Selon Fauna Europaea (30 juin 2014)
- Beris chalybata (Forster, 1771)
- Beris clavipes (Linnaeus, 1767)
- Beris cypria James, 1970
- Beris fuscipes Meigen, 1820
- Beris geniculata Curtis, 1830
- Beris hauseri Stuke, 2004
- Beris morrisii Dale, 1841
- Beris strobli Dušek & Rozkošný, 1968
- Beris vallata (Forster, 1771)